# (75997) 2000 DU14
2000 دي يو 14 (ويعرف أيضًا باسم (75997) 2000 دي يو 14 وفق تسمية الكوكب الصغير) (بالإنجليزية: 2000 DU14)‏ هو كويكب ضمن حزام الكويكبات؛ وترتيبه 75997 من حيث الاكتشاف.
اكتُشف هذا الجُرم الفلكي بواسطة ماسح السماء كاتالينا في 26 فبراير 2000.

## وصلات خارجية
- (75997) 2000 DU14 في قاعدة بيانات مختبر الدفع النفاث لأجرام النظام الشمسي الصغيرة

- الاكتشاف · مخطط المدار ·  العناصر المدارية · المعلمات المادية

- (75997) 2000 DU14 على موقع ويكي سكاي: DSS2, SDSS, GALEX, IRAS, Hydrogen α, X-Ray, Astrophoto, Sky Map, Articles and images